# Równina Garwolińska
Równina Garwolińska (318.79) – mezoregion naturalny we wschodniej części Niziny Środkowomazowieckiej o powierzchni 915 km². Graniczy od południowego zachodu z Doliną Środkowej Wisły, od północy z Równiną Wołomińską, od wschodu z Wysoczyzną Kałuszyńską, Obniżeniem Węgrowskim i Wysoczyzną Żelechowską.
Jest to płaska, piaszczysto-gliniasta równina erozyjno-denudacyjna, będąca wysoczyzną polodowcową, pochodzącą z fazy recesyjnej zlodowacenia środkowopolskiego. Jej wschodnia granica nie jest wyraźna, natomiast granica z Doliną Środkowej Wisły jest silnie zaznaczona w rzeźbie terenu. Wśród płaskiej powierzchni Równiny wyróżniają się plejstoceńskie wydmy, szczególnie przy granicy z Doliną Środkowej Wisły.
Ważniejsze rzeki rozcinające teren Równiny Garwolińskiej:
- Wilga
- Świder
- Mienia
- Jagodzianka

Największe miejscowości na terenie Równiny:
- Garwolin (na pograniczu z Wysoczyzną Żelechowską)
- Otwock (na pograniczu z Doliną Środkowej Wisły)
- Karczew
- Celestynów
- Kołbiel
- Łaskarzew
- Pilawa
- Parysów
- Osieck